# Wildflower (canción de Billie Eilish)
«Wildflower» es una canción de la cantautora estadounidense Billie Eilish. Fue lanzada el 17 de mayo de 2024, como la quinta canción de su tercer álbum de estudio Hit Me Hard and Soft, a través de Darkroom e Interscope Records.
A pesar de no haber sido publicado como sencillo, «Wildflower» se ha colocado entre los diez primeros en Grecia, Islandia, Malasia, Oriente Próximo, Portugal y el Reino Unido, así como entre los veinte primeros en Australia, Canadá, la República Checa, Irlanda, Lituania, Luxemburgo, Nueva Zelanda, Singapur, Suiza y los Estados Unidos.

## Promoción
En julio de 2024, Eilish interpretó «Wildflower» en su episodio de la serie de Amazon Music, Songline. El tema formó parte del episodio A Color's Show de Eilish el 18 de septiembre de 2024. La actuación marcó su regreso al programa después de aparecer por primera vez en un episodio en agosto de 2017, visto como un hito que ayudó a dar forma a su posterior avance. El 19 de octubre, Eilish interpretó la canción como parte de su set de Saturday Night Live, acompañada por su hermano Finneas O'Connell en la guitarra acústica.

## Composición y recepción
Aunque Eilish nunca había aclarado de quién trata la canción, más tarde se informó de que varias líneas de la canción aluden a su relación con Devon Lee Carlson, la exnovia de Jesse Rutherford, con quien ella misma salió desde octubre de 2022 hasta mayo de 2023. En un análisis más profundo, Alex Hopper, de American Songwriter, opinó que «Wildflower» sirve como una «pseudo disculpa» a Carlson, en la que Eilish representa el final de su relación. En el, la cantante se muestra como una compositora «sincera y honesta» que no rehúye poner de relieve sus «asperezas».
En el momento de su publicación, Billboard clasificó «Wildflower» como su canción favorita del álbum. Según la escritora Hannah Dailey, esta canción «conmovedora y sombría» es «la más madura que ha escrito hasta ahora» y está pensada para que «una historia compleja parezca sencilla», mientras se obsesiona con la exnovia de su pareja.

## Posicionamiento en listas
| Lista (2024)                                  | Mejor posición |
| --------------------------------------------- | -------------- |
| Alemania (Offizielle Deutsche Charts)         | 44             |
| Australia (ARIA)                              | 14             |
| Austria (Ö3 Austria Top 40)                   | 24             |
| Bélgica (Flandes) (Ultratop 50)               | 45             |
| Global 200 (Billboard)                        | 11             |
| Brasil (Brasil Hot 100)                       | 62             |
| Canadá (Canadian Hot 100)                     | 20             |
| Dinamarca (Tracklisten)                       | 30             |
| Eslovaquia (Singles Digitál Top 100)          | 22             |
| España (Top 100 Canciones)                    | 76             |
| Estados Unidos (Billboard Hot 100)            | 17             |
| Estados Unidos (Hot Rock & Alternative Songs) | 5              |
| Filipinas (Philippines Hot 100)               | 80             |
| Francia (SNEP)                                | 42             |
| Grecia (International) (IFPI)                 | 7              |
| Irlanda (IRMA)                                | 11             |
| Islandia (Tónlistinn)                         | 2              |
| Letonia (LaIPA)                               | 12             |
| Líbano (Airplay) (Lebanese Top 20)            | 11             |
| Lituania (AGATA)                              | 13             |
| Luxemburgo (Billboard)                        | 16             |
| Malasia (Billboard)                           | 4              |
| Malasia (International) (RIM)                 | 3              |
| MENA (IFPI)                                   | 7              |
| Noruega (VG-lista)                            | 27             |
| Nueva Zelanda (Recorded Music NZ)             | 11             |
| Países Bajos (Mega Single Top 100)            | 22             |
| Polonia (Polish Streaming Top 100)            | 26             |
| Portugal (AFP)                                | 7              |
| Reino Unido (UK Singles Chart)                | 7              |
| República Checa (Singles Digitál Top 100)     | 17             |
| Singapur (RIAS)                               | 11             |
| Suecia (Sverigetopplistan)                    | 34             |
| Suiza (Schweizer Hitparade)                   | 14             |

| Lista (2024)                                  | Mejor posición |
| --------------------------------------------- | -------------- |
| Billboard Global 200                          | 133            |
| Canadá (Canadian Hot 100)                     | 77             |
| Estados Unidos (Billboard Hot 100)            | 89             |
| Estados Unidos (Hot Rock & Alternative Songs) | 14             |
| Nueva Zelanda (Recorded Music NZ)             | 41             |

## Certificaciones
| País | Certificación | Ventas     |
| --- | ------------- | ---------- |
| Australia (ARIA) | 2× Platino    | 140,000‡   |
| Bélgica (BEA) | Oro           | 20,000‡    |
| Canadá (Music Canada) | Platino       | 80,000‡    |
| España (PROMUSICAE) | Oro           | 30,000‡    |
| Estados Unidos (RIAA) | Platino       | 1,000,000‡ |
| Francia (SNEP) | Oro           | 100,000‡   |
| Nueva Zelanda (RMNZ) | Platino       | 30,000‡    |
| Polonia (ZPAV) | Platino       | 50,000‡    |
| Portugal (ZPAV) | Platino       | 10,000‡    |
| Reino Unido (BPI) | Oro           | 400,000‡   |
| Streaming |               |            |
| Grecia (IFPI Grecia) | Platino       | 2,000,000† |
| ‡ Cifras de ventas y streaming basadas únicamente en la certificación. † Cifras de streaming basadas únicamente en la certificación. |               |            |

## Premios y nominaciones
| Año  | Premio                          | Nominado   | Categoría        | Resultado | Referencias |
| ---- | ------------------------------- | ---------- | ---------------- | --------- | ----------- |
| 2025 | Nickelodeon Kids' Choice Awards | Wildflower | Canción favorita | Nominada  | [ 58 ]      |